# Philippe Gustin

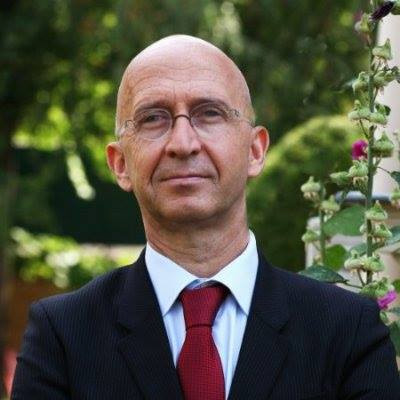
Philippe Gustin (2015)

Philippe Gustin (* 24. März 1960) ist ein französischer Politiker.   

## Leben
Philippe Gustin war 1980 bis 1988 als Lehrer in Deutschland tätig. 1991 hat er an der Universität der Franche-Comté mit einer Dissertation über die  Familienregister der Stadt Landau promoviert. Es folgte eine Beschäftigung in den Niederlassungen des Institut français in Budapest und Wien. 1999 besuchte Philippe Gustin die École nationale d’administration und trat 2001 in den Verwaltungsdienst ein. Von 2009 bis 2012 war er Chief of staff des Bildungsministers Luc Chatel. Von 2012 bis 2014 war er französischer Botschafter in Rumänien. Seit 2015 ist er oberster Beamter im  Département Eure. 2015 ist er zusätzlich zum Koordinator der Vereinigung der Franzosen im europäischen Ausland (Union des Français de l’étranger, UFE) ernannt worden. 
2016 wird er zum Kandidaten der Partei Les Républicains für den siebten Wahlkreis der Franzosen im Ausland (Deutschland, Österreich und ehemalige osteuropäische Länder).

## Veröffentlichungen
- mit Stephan Martens: #FranceAllemagne : relancer le moteur de l'Europe. Vorwort Bruno Le Maire. Paris : Lemieux éditeur, 2016
  - Deutschland und Frankreich : der Neustart des europäischen Motors.  Genshagen : Stiftung Genshagen, 2016
- Le Pen auf deutsch, in: Süddeutsche Zeitung, 10. September 2016, S. 5
- Die Familienregister der Stadt Landau : recherches démographiques et sociales sur une ville du Palatinat de 1750 à 1979.  Thèse de doctorat : histoire sociale : Besançon : 1991